# Земский переулок (Москва)
Земский переулок — переулок в центре Москвы в Замоскворечье, существовавший до 1982 года между улицей Димитрова (ныне — Большая Якиманка) и Якиманской набережной.

## Происхождение названия
Назван в конце XIX века по находившемуся тут в XVII—XVIII веках земскому двору, в котором жили подметальщики городских улиц. Ранее назывался Сорокоумовский переулок, по фамилии домовладельца начала XIX века.

## История
В XVII—XVIII веках переулок являлся южной границей Голутвинской слободы. Как и 2-й Голутвинский переулок, Земский переулок был ликвидирован в связи с постройкой на его месте в 1982—1983 годах гостиницы «Октябрьская» (ныне — «Президент-отель») и созданием нынешнего парка «Музеон».